# Dallglas
Dallglas (von franz. dalle = Fliese) ist ein nicht klar durchsichtiges Gussglas, das in den vielfältigsten Farben hergestellt wird. Es wird heute noch in alter handwerklicher Tradition gefertigt. In Hafenöfen wird Glas geschmolzen und die flüssige Glasmasse per Hand in rechteckige, auf Graphitplatten liegende, Eisenrahmen gegossen. Ein kontrollierter Abkühlprozess beendet die Fertigung.
Die Oberfläche der Dallen ist feuerpoliert und glatt. Die Platten finden vielfältige künstlerische Verwendung in der Architektur und der Innenraumgestaltung.
Dallglas unterscheidet sich von (Tisch)Kathedralglas dadurch, dass es in größerer Dicke aber in kleineren Formaten gefertigt wird.
Es gibt nur noch wenige Hersteller. Ein deutscher Hersteller fertigt Dallglas-Platten in verschiedenen Farben in der Größe 200 × 300 × 24 mm.